# 姐姐我醉大
是一部2014年的美國喜劇電影，由史提芬·比爾執導和編劇。主演是伊莉莎白·班克絲、占士·馬史頓、吉莉安·賈布斯、莎拉·萊特、伊森·索普、奧利弗·哈德森和威利·葛森。

## 劇情
地方新聞台主播梅根，有機會得到全國聯播網新聞主播的工作，在好友慫恿下到夜店狂歡，一覺醒來後不知身在何處，在酒醉流落街頭被未婚夫劈腿又被警察緝捕下，還得在八小時內趕上全國聯播網新聞主播的試播面試。

## 演員
- 伊莉莎白·班克絲 飾 梅根 Meghan
- 占士·馬史頓 飾 葛登 Gordon
- 吉莉安·賈布斯 飾 Rose
- 莎拉·萊特（英语：Sarah Wright） 飾 Denise
- 伊森·索普 飾 Officer Dave
- 奧利弗·哈德森 飾 Kyle
- 威利·葛森（英语：Willie Garson） 飾 Dan Karlin
- 凱文·尼龍 飾 Chopper Steve
- 比爾·博爾（英语：Bill Burr） 飾 Officer Walter
- 維奇·趙（英语：Vic Chao） 飾 Shift Captain
- 小拉里·吉爾蘭德（英语：Lawrence Gilliard Jr.） 飾 Scrilla
- 肯·達維迪安（英语：Ken Davitian） 飾 移民的出租車司機
- P·J·拜恩 飾 Moshe Schwartz
- 阿方索·麥考利（英语：Alphonso McAuley） 飾 Pookie
- 布萊恩·卡倫（英语：Bryan Callen） 飾 Figueroa販毒者
- 提格·諾塔羅 飾 扣押女人
- 奈西·娜許（英语：Niecy Nash） 飾 巴士司機
- Da'Vone McDonald（英语：Da'Vone McDonald） 飾 Hulk

## 外部連結
- 開眼 > 電影 > 姐姐我醉大Walk of Shame（页面存档备份，存于）
- 互联网电影数据库（IMDb）上《姐姐我醉大》的资料（英文）
- Box Office Mojo上《Walk of Shame》的資料（英文）
- 爛番茄上《Walk of Shame》的資料（英文）
- Walk of Shame（页面存档备份，存于） at the Movie Insider
- Walk of Shame（页面存档备份，存于） at the MovieWeb